# Huara
Huara é uma comuna da província de Tamarugal, localizada na Região de Tarapacá, Chile. Possui uma área de 10.474,6 km² e uma população de 2.599 habitantes (2002).